# Мена, Ана
Ана Мена Рохас (исп. Ana Mena Rojas; род. 25 февраля 1997, Эстепона, Андалусия) — испанская певица, актриса

 и студийный музыкант.

## Биография
Ана Мена Рохас родилась 25 февраля 1997 года в Эстепоне в Андалусии. Она начала свою творческую карьеру в 2009 году в сериале «Marisol, la película».

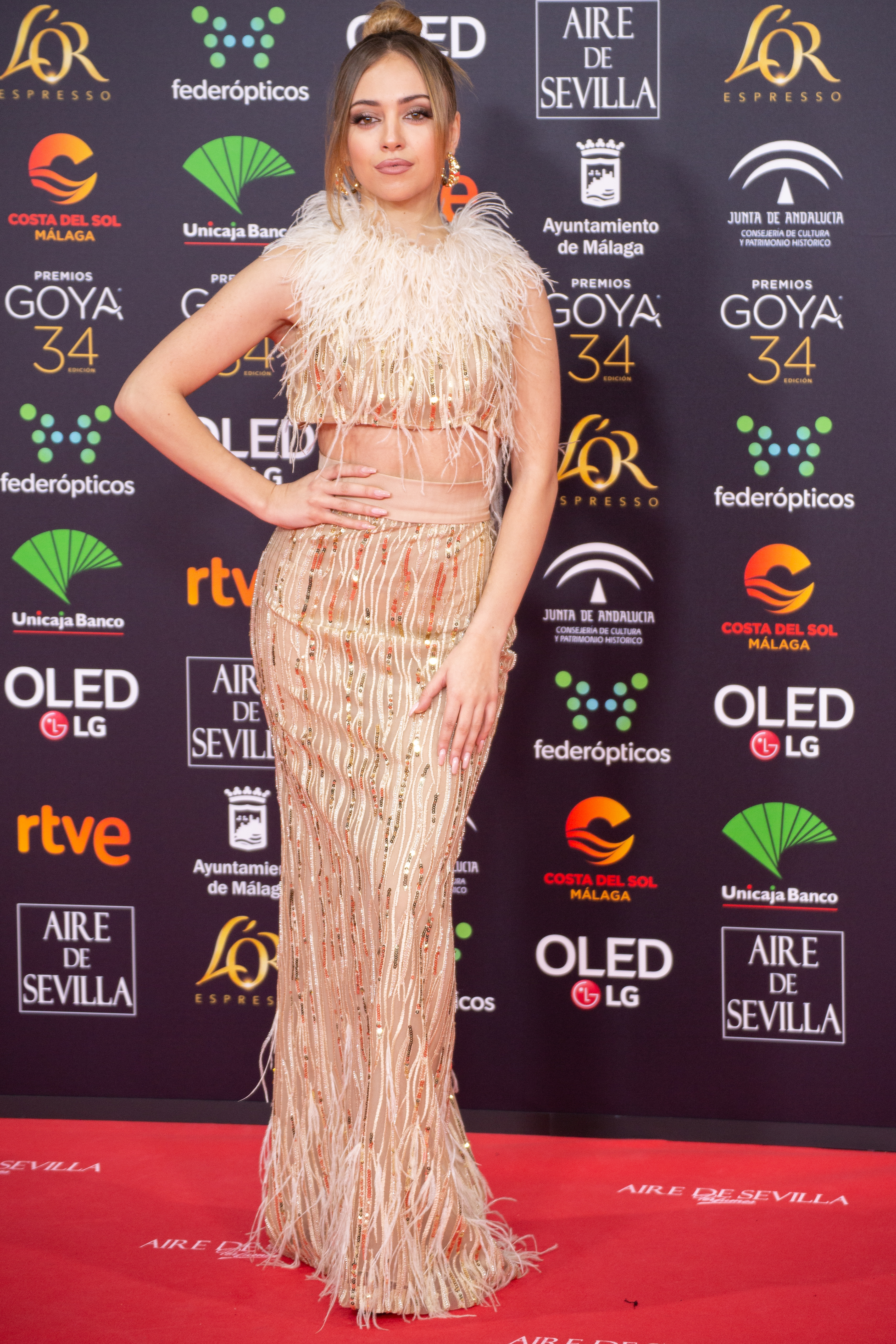
Ана Мена

В 2010 году Ана Мена участвовала в музыкальном реалити-шоу «Disney My Camp Rock 2» и стала в нём победителем.
Её музыкальная карьера началась в 2016 году, когда она выпустила свой дебютный сингл «No Soy Como Tú Crees». Мена сотрудничала со многими известными музыкантами. В 2018 году она завоевала популярность в Италии с песней «D'estate non Vale» записав её с Фредом Де Пальмой. Неожиданный успех в Италии принёс ей мировую славу. С тех пор ей удалось выпустить несколько хитов как в Италии, так и в Испании и она стала одним из самых популярных испанских исполнителей эпохи стриминга.
Её творчество было отмечено премией «Одеон» и другими наградами.